# Airbus Beluga XL
Airbus Beluga XL je velký nákladní letoun založený na typu letadla Airbus A330-200 a je následovníkem Airbusu Beluga ST. Oproti němu má o 30 % větší kapacitu.
Vývoj byl zahájen v roce 2014 s cílem postavit celkem čtyři tyto letouny, první let se konal 19. července 2018 a k zařazení do provozu došlo v létě 2019.
Stejně jako jeho předchůdce tento letoun přepravuje součásti letadel pro urychlení výroby. Do Belugy XL se vejdou například dvě křídla Airbusu A350.

## Specifikace
- Posádka: 3
- Kapacita: 50 500 kg (111 333 lb) nákladu
- Délka: 63,1 m
- Výška: 18,9 m
- Rozpětí: 60,3 m
- Nosná plocha: 361,6 m²
- Štíhlost křídla: 10,1
- Užitečné zatížení: 42,5 t
- Hmotnost prázdného letounu: 127 500 kg
- Maximální vzletová hmotnost: 227 000 kg
- Průměr trupu: 8,8 m
- Pohonné jednotky: 2× dvouproudový motor Rolls-Royce Trent 700 každý o tahu 316 kN

### Výkony
- Cestovní rychlost: 737 km/h (458 mph; 398 kn) , Mach 0,69
- Dolet: 4 260 km; 2 647 mi při max užitečném zatížení
- Dostup: 11 000 m

#### Předchozí vývoj
- Airbus A330
- Airbus Beluga

#### Podobné letouny
- Antonov An-225
- Antonov An-124
- Aero Spacelines Super Guppy
- Aero Spacelines Pregnant Guppy
- Boeing 747 Dreamlifter